# Цена измены
«Цена измены» (англ. Derailed) — американский художественный фильм 2005 года, драматический триллер шведского режиссёра Микаэля Хофстрема. Премьера в США состоялась 11 ноября 2005 года, в России — 19 января 2006 года.

## Сюжет
Чикагский рекламный директор Чарльз Шайн живет со своей женой Диной и дочерью Эми, которая страдает диабетом 1 типа, требующим дорогостоящего лечения.
Однажды утром в пригородном поезде по дороге на работу Чарльз встречает женщину, которая представляется ему Люсиндой Харрис, финансовым консультантом, которая замужем и имеет дочь. Они начинают встречаться и однажды вечером решают снять номер в дешевом отеле. Пока они раздеваются, в их номер врывается вооруженный мужчина, грабит их и избивает Чарльза, а затем жестоко насилует Люсинду. Не желая, чтобы муж узнал о ее романе, Люсинда убеждает Чарльза не сообщать о преступлении, и они расходятся.
Несколько дней спустя мужчина, который называет себя Филиппом Ларошем, связывается с Чарльзом и угрожает убить его семью, если тот не заплатит ему 20 000 долларов. Он берет деньги из их сбережений, идет на место встречи и передает наличные. Ларош избивает Чарльза за то, что тот аннулировал его кредитные карты. Месяц спустя ЛаРош снова звонит, на этот раз требуя 100 000 долларов. Чарльз объясняет свою ситуацию своему коллеге по работе Уинстону, бывшему заключенному. Уинстон предлагает отпугнуть ЛаРоша за десять процентов от требуемой выплаты. Чарльз присваивает 10 000 долларов из своей компании, и они с Уинстоном замышляют напасть на ЛаРоша в указанном месте встречи. Однако ЛаРош удивляет их, стреляет в Уинстона и забирает 10 000 долларов. Чарльз сбрасывает машину с телом Уинстона в реку и позже дает ложное алиби на допросе у детектива Франклина Черча.
Чарльз получает еще один звонок от ЛаРоша, который говорит, что держит Люсинду в заложниках и убьет ее, если не вернет все 100 000 долларов. Чарльз берет деньги со счета, предназначенные для лечения его дочери, идет в квартиру Люсинды и отдает взятку ЛаРошу и его партнеру Декстеру.
Чарльз навещает Люсинду на ее рабочем месте, но обнаруживает, что женщина, с которой он познакомился, не та Люсинда Харрис, которая там работает, а на самом деле ее зовут Джейн, и она недолгое время работала там в качестве временной сотрудницы. Он добирается до ее квартиры, которую теперь показывают новым потенциальным арендаторам, и обнаруживает, что фотография Джейн ее предполагаемой дочери на самом деле вырезана из стоковой фотографии из брошюры.
Чарльз выслеживает Джейн, следует за ней и видит, как она встречается и целуется с ЛаРошем, узнав, что она была замешана в афере. Он также наблюдает, как она соблазняет другого бизнесмена, Сэма. Решив вернуть свои украденные деньги, Чарльз снимает номер в том же отеле, что и раньше, и ждет, когда Джейн приедет туда с Сэмом, а за ней и ЛаРош. Чарльз сбивает ЛаРоша с ног у двери гостиничного номера, обезоруживает его и врывается, рассказывая сбитому с толку Сэму о схеме, которую он задумал. Декстер прибывает, чтобы поддержать ЛаРоша, и когда Сэм пытается напасть на Чарльза, начинается перестрелка, в которой стреляют все, кроме Чарльза, который наблюдает, как умирает Джейн, а затем возвращается в свою комнату. Он убеждает вызванную полицию, что он был просто наблюдателем. Когда он уходит, Чарльз забирает свой портфель из сейфа отеля и получает обратно свои украденные деньги.
Вернувшись в свой офис, Чарльз обнаруживает, что его хищение было обнаружено, и его приговаривают к шести месяцам общественных работ, преподавания в тюрьме. Во время одного из занятий он находит блокнот с историей, в которой рассказывается обо всем, что с ним произошло, и это приводит его к поиску ЛаРоша, который выжил в перестрелке и является одним из заключенных. Поклявшись отомстить за смерть Джейн, ЛаРош угрожает продолжить разрушать жизнь Чарльза, но Чарльз показывает, что спланировал их встречу, и убивает ЛаРоша заточкой, которую он пронес контрабандой.
Чарльз уходит от ответственности, заявляя детективу Чёрчу, что ЛаРош напал на него, а он отреагировал в целях самообороны. Он возвращается к своей семье.

## В ролях
| Актёр              | Роль                     |
| ------------------ | ------------------------ |
| Клайв Оуэн         | Чарльз Шайн              |
| Венсан Кассель     | Филипп ЛяРош             |
| Дженнифер Энистон  | Джейн/лже Люсинда Харрис |
| Мелисса Джордж     | Диана Шайн               |
| Xzibit             | Декстер                  |
| RZA                | Уинстон Бойко            |
| Том Конти          | Элиот Фёрт               |
| Эддисон Тимлин     | Эми Шайн                 |
| Джанкарло Эспозито | детектив Франклин Чёрч   |
| Дэвид Моррисси     | Сэм Грифин               |
| Сэм Дуглас         | детектив                 |
| Джорджина Чапман   | Кэнди                    |
| Рэйчел Блейк       | Сьюзан Дэвис             |
| Денис О’Хэр        | Джерри                   |
| Ричард Лиф         | Рэй                      |
| Кэтрин Маккорд     | Эйвери Прайс             |
| Дэвид Ойелоуо      | патрульный               |
| Дэнни Маккарти     | Хэнк                     |
| Ортис Дели         | полицейский              |
| Чике Оконкво       | парамедик                |

## Саундтрек
1. «Johnny» — Rular Rah
2. «I Love You» — Thea
3. «Sabotage» — Maurice
4. «Winston’s Theme» (Orchestral) — Edward Shearmur
5. «50 Ways To Leave Your Lover» — Grayson Hill
6. «Really Want None» — Free Murder
7. «I’m Sorry» — Maurice
8. «Charles' Theme» (Orchestral) — Edward Shearmur
9. «Better Man» — Maurice
10. «My Love» — Thea
11. «Better Man» (Guitar Remix) — Maurice

Композиция в трейлере к фильму: «Offshore» — Chicane.

## Релиз
- Прокат фильма в США начался 11 ноября 2005 года
- Прокат фильма в России начался 19 января 2006 года
- Прокат фильма в Великобритании начался 3 февраля 2006 года

## Интересные факты
- Фильм снят по роману писателя Джеймса Сигела[англ.] «Сошедший с рельсов[англ.]». Он выступил и в качестве сценариста.
- На роли «плохих парней» пригласили известного французского актёра Венсана Касселя и американского рэпера Xzibit.
- Бюджет фильма — $ 22 миллиона, кассовые сборы составили более $ 57 миллионов.
- Продолжительность — 112 минут.
- Съёмки проходили с сентября по декабрь 2004 года в Чикаго, США.
- При производстве картины принимали участие две страны — США и Великобритания (студии Di Bonaventura Pictures, Miramax Films и Patalex V Productions Limited).
- При просмотре картины детям до 17 лет обязательно присутствие родителей.
- На постере фильма изображено Московское метро[2].